# Retinol
El retinol és una de les formes de vitamina A, és una vitamina relacionada amb una família de molècules d'estructura similar, els retinoides. La seva part important és el grup de retinil, que es pot trobar en diverses formes. En els aliments d'origen animal, la principal forma de vitamina A és un èster, palmitat de retinil, que es converteix en un alcohol (retinol) a l'intestí prim. La vitamina A també pot existir com un aldehid (retinal). Els precursors de la vitamina A (provitamines) estan presents en els aliments d'origen vegetal, com tres dels membres de la família dels carotenoides.
Totes les formes de la vitamina A tenen un anell beta-ionona, al qual s'adjunta una cadena d'isoprenoides. Aquesta estructura és essencial per a l'activitat de la vitamina. El pigment de color taronja de les pastanagues pot ser representat com dos grups de retinil connectat, que s'utilitzen en el cos per contribuir als nivells de la vitamina A. L'alfa-carotè i gamma-carotè també tenen un grup de retinil que els dona una mica d'activitat vitamínica. Cap dels altres carotens tenen activitat vitamínica. Els carotenoides beta-criptoxantina tenen un grup de ionona i tenen activitat vitamínica en els éssers humans.
El grup de retinil, quan està unit a una proteïna específica, és l'únic absorbidor de llum primària en la percepció visual. El compost està relacionat amb la retina de l'ull. El grup de retinil també funciona en l'àcid retinoic, que exhibeix activitats semblants a les hormonals a altres parts del cos.
La vitamina A es pot trobar en diverses formes: 
- Retinol, la forma de la vitamina A absorbida a partir d'aliments d'origen animal. És de color groc, soluble en greixos i té una gran importància en la visió i en el creixement ossi. Atès que la forma d'alcohol és inestable, la vitamina normalment es produeix i s'administra en forma d'acetat de retinol o palmitat.
- Altres retinoides. Són una classe de compostos químics que estan relacionats químicament amb la vitamina A i s'utilitzen en medicina.
- Els carotens alfa-carotè, beta-carotè, gamma-carotè i el beta-criptoxantina xantofil (tots contenen anells beta-ionona). Els beta-carotens són els més actius, es troben als vegetals de fulla verda (enciam i espinacs). Es troben en herbívors i omnívors que tenen l'enzim necessari per a convertir aquests compostos en retinal.Tenen la mateixa funció que el retinol en els carnívors. Els carnívors en general no saben convertir carotenoides que contenen ionines. Els carnívors purs com els gats, en no tenir beta-carotè 15,15 'monooxigenases, no poden convertir carotenoides a retinals. Això significa que no poden obtenir la vitamina A en forma de carotinoides.

## Història
El descobriment de la vitamina A pot tenir el seu origen al voltant del 1906, indicant que altres factors diferents dels carbohidrats, les proteïnes i els greixos eren necessaris per mantenir el bestiar sa. El 1913, experimentalment es va demostrar que si l'únic greix en les dietes d'animals joves era mantega de porc, el seu creixement es retardava, però quan es substituïa per mantega els animals creixien i s'engreixaven. La substància que tenia la mantega, però no la mantega de porc, es va descobrir que la contenia el rovell d'ou i el fetge de bacallà. Més endavant es va establir que molts productes d'origen vegetal tenien propietats nutricionals semblants a les de la vitamina A en aliments d'origen animal. Es va trobar que contenia un pigment groguenc, el carotè, el qual es converteix en vitamina A al cos.
L'any 1917 una d'aquestes substàncies va ser descoberta per una part per Elmer McCollum a la Universitat de Wisconsin-Madison, i per altra part per Lafayette Mendel i Thomas Burr Osborne a la Universitat Yale. Atès que "el factor B hidrosoluble" (Vitamina B) va ser recentment descobert, els investigadors van triar el nom de "factor A liposoluble" (vitamina A). El primer cop que la vitamina A va ser sintetitzada va ser el 1947 per dos químics neerlandesos, David Adriaan van Dorp i Jozef Fernando Arens.

## Equivalències entre retinoides i carotenoides
Els retinoides són hormones que regulen el creixement, la supervivència i la deficiència cel·lular per mitjà de receptors nuclears dels retinoides. La prohormona retinol es sintetitza principalment al fetge a partir de la va vitamina A i molts teixits transformen el retinol en l'hormona àcid retinoic (RA). Els retinoides actuen sobre tots els teixits, ja que tots els tipus de cèl·lules posseeixen almenys una forma de receptor nuclear dels retinoides.
En els adults, la còrnia, la pell, els epitelis del pulmó i la tràquea i el sistema immunitari són les dianes principals. El RA regula la síntesi de proteïnes essencials per al creixement i la diferenciació. Un excés de vitamina A pot produir malformacions congènites, pel qual es recomana a les dones embarassades que no utilitzen les cremes en base de retinoides que s'han desenvolupat per al tractament de l'acne greu.
Com alguns carotenoides es poden convertir en vitamina A, s'han fet intents per determinar quina quantitat d'aquests en la dieta és equivalent a una quantitat determinada de retinol, de manera que es puguin fer comparacions dels beneficis dels diferents aliments. Lamentablement, la situació és confusa perquè les equivalències acceptades han canviat.
Durant molts anys, un sistema d'equivalències que es va utilitzar en les unitats internacionals (IU) va ser igual a 0,3 micrograms de retinol, 0,6 micrograms de β-carotè, o 1,2 micrograms de provitamina A altres carotenoides.
Més tard es va introduir una unitat anomenada Equivalent a retinol (RE). 1 RE correspon a 1 microgram de retinol, 2 micrograms de β-carotè dissolt en oli, 6 micrograms de β-carotè de l'alimentació normal (perquè no absorbeix tan bé com quan està dissolt en oli) i 12 micrograms de qualsevol d'altres α-carotè, γ-carotè o β-criptoxantina dels aliments (d'aquestes molècules s'obté només el 50% del retinol, a causa del fet que només la meitat de la molècula és convertible en vitamina usable).
Noves investigacions han demostrat que l'absorció dels carotenoides provitamina-A és la meitat del que es pensava, de manera que el 2001 l'Institut de Medicina dels EUA va recomanar una nova unitat, l'Equivalent a l'activitat de retinol (RAE). 1 μg RAE correspon a 1 μg retinol, 2 μg de β-carotè en l'oli, 12 μg de beta-carotè de l'alimentació normal, o 24 μg dels altres tres carotenoides.
Com que la producció de retinol a partir de provitamines al cos humà està regulada per la quantitat de retinol a disposició de l'organisme, les conversions s'apliquen estrictament als éssers humans amb deficiència de vitamina A. L'absorció de les provitamines depèn també en gran manera de la quantitat de lípids ingerits amb la provitamina A; els lípids augmenten la captació de la provitamina.
La conclusió que es pot extreure de la nova recerca és que les fruites i verdures no són tan útils per a l'obtenció de la vitamina A com es pensava. En altres paraules, la quantitat de vitamina A que se suposava que contenien aquests aliments és molt menys que la quantitat que contenen els greixos, olis dissolts i (fins a cert punt) els suplements. Això és important per als vegetarians.
Food and Nutrition Board va publicar un exemple de dieta vegetariana per a un dia que proporciona suficient vitamina A. D'altra banda, els valors de referència per al retinol o els seus equivalents proporcionats per l'Acadèmia Nacional de Ciències (National Academy of Sciences), han disminuït. La quantitat diària recomanada per homes el 1968 va ser de 5.000 UI (1500 micrograms de retinol). El 1974, la quantitat diària recomanada va ser 1000 RE (1000 micrograms de retinol), mentre que ara el consum dietètic de referència és de 900 RAE (900 micrograms o 3000 UI de retinol). Això és equivalent a 1800 micrograms de suplement de β-carotè (3000 UI) o de 10.800 micrograms de β-carotè en aliments (18.000 UI).

## Ingesta diària recomanada[6]
| Etapa de la vida                         | μg/dia    | Límit superior μg/dia |
| ---------------------------------------- | --------- | --------------------- |
| Bebès 0–6 mesos 7–12 mesos               | 400 500   | 600                   |
| Nens petits 1–3 anys 4–8 anys            | 300 400   | 600 900               |
| Homes 9–13 anys 14–18 anys 19 - >70 anys | 600 900   | 1700 2800 3000        |
| Dones 9–13 anys 14–18 anys 19 - >70 anys | 600 700   | 1700 2800 3000        |
| Embaràs <19 anys 19 - >50 anys           | 750 770   | 2800 3000             |
| Lactància <19 anys 19 - >50 anys         | 1200 1300 | 2800 3000             |

S'ha de tenir en compte que el límit es refereix a les formes de retinoides sintètics i naturals de la vitamina A. Les formes de carotè de les fonts d'alimentació no són tòxics.

## Funcions metabòliques
La vitamina A té un paper en moltes funcions del cos, com ara:
- Visió
- Transcripció de gens
- Funció immunològica
- Desenvolupament embrionari i reproducció
- Metabolisme ossi
- Hematopoesi
- Salut de la pell
- Activitat antioxidant
- Desenvolupament normal de les cèl·lules precursores (cèl·lules mare) per convertir-se amb glòbuls vermells.

### Visió
El paper de la vitamina A en el cicle de la visió es refereix específicament a la forma de la retina. Dins de l'ull, 11-cis-retinal s'uneix a la rodopsina (bastons) i iodopsina (cons) en els residus de lisina conservats. Quan la llum entra a l'ull l'11-cis-retinal és isomeritzada a la forma tot-trans-retinal. Aquesta isomerització indueix un senyal nerviós al llarg del nervi òptic fins al centre visual del cervell. Al final d'aquest cicle, el tot-trans-retinal pot ser reciclat i convertit de nou a la forma 11-cis-retinal a través d'una sèrie de reaccions enzimàtiques. A més a més, alguns dels tot-trans-retinal es pot convertir en tot-trans-retinol i traslladar amb un Interphotoreceptor retinol-binding protein (IRBP) a les cèl·lules de l'epiteli pigmentari. L'esterificació a tot-trans-retinil permet que aquesta darrera forma s'emmagatzemi sense cèl·lules epitelials de pigmentació per ser reutilitzada quan es necessiti. La conversió final d'11-cis-retinal es tornarà a enllaçar a l'opsina per reformar la rodopsina a la retina. La rodopsina es necessita per veure en blanc i negre, així com veure de nit. És per això que una deficiència en vitamina A inhibeix la reforma de la rodopsina i condueix a la ceguera nocturna.

### Transcripció de gens

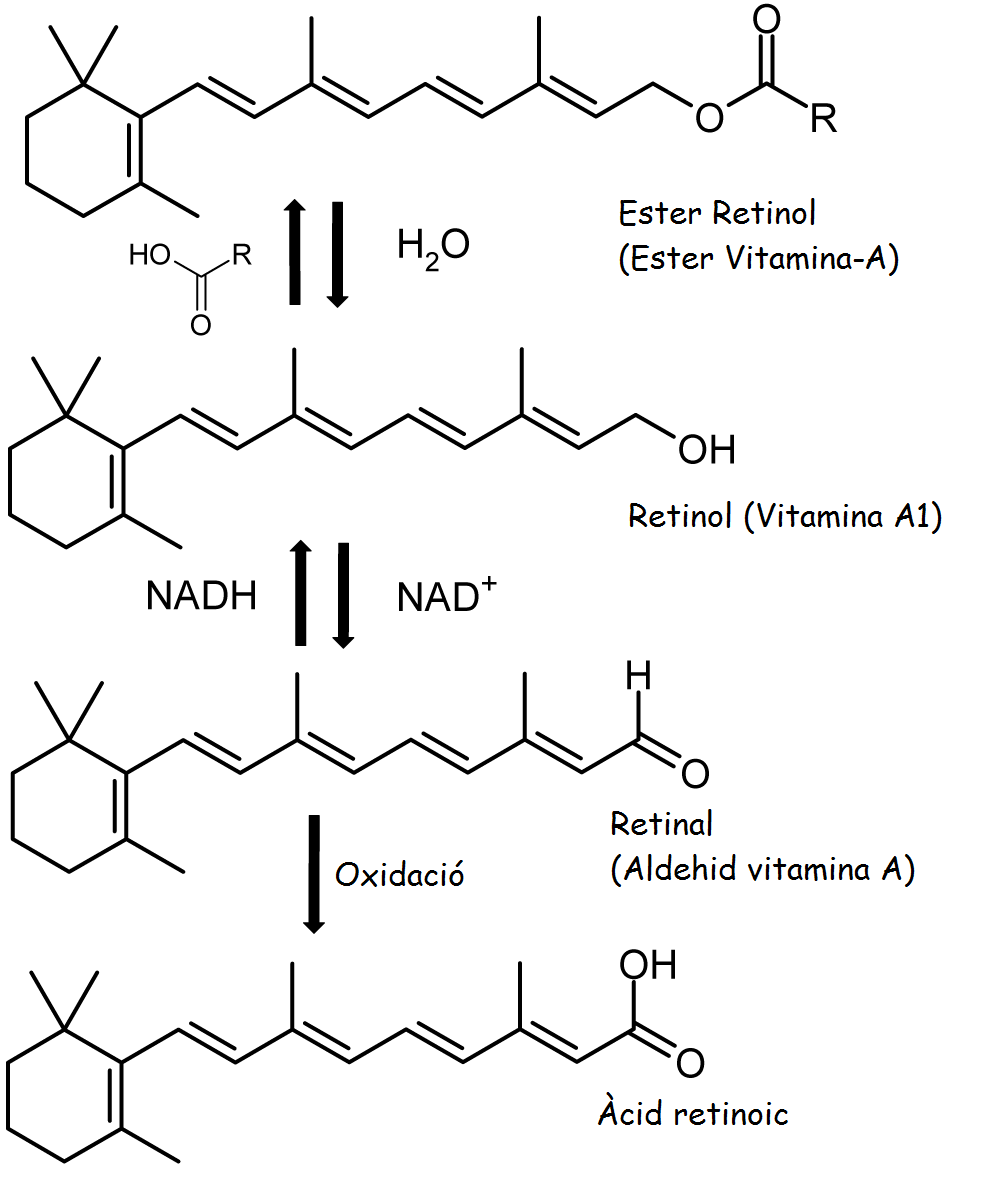
Pas de Retinol a Àcid Retinoic

La vitamina A, en la forma d'àcid retinoic, té un paper important en la transcripció de gens. Una vegada que el retinol ha estat absorbit per una cèl·lula, pot ser oxidat a retinal (per retinol deshidrogenases) i després el retinal pot ser oxidat a àcid retinoic (per retinal oxidases). La conversió del retinal a l'àcid retinoic és un pas irreversible, el que significa que la producció d'àcid retinoic està molt regulada per la seva activitat com a lligand pels receptors nuclears.
L'àcid retinoic pot unir-se a dos receptors nuclears diferents per iniciar (o inhibir) la transcripció de gens: receptors de l'àcid retinoic (RAR) o receptors de retinoide "X" (RXRs). Els RAR i RXR han de dimeritzar abans que es puguin unir a l'ADN. Els RAR poden formar heterodímers amb RXR (RAR-RXR), però no és fàcil formar homodímers (RAR-RAR). Els RXR, en canvi, formen fàcilment homodímers (RXR-RXR) i formen heterodímers amb molts altres receptors nuclears, així com el receptor de l'hormona tiroidal (RXR-TR), el receptor de la vitamina D3 (VDR-RXR) i el receptor "X" de fetge (RXR-LXR).
L'heterodímer RAR-RXR reconeix elements de resposta de l'àcid retinoide (RAREs) a l'ADN mentre que RXR-RXR reconeix elements de resposta "X" retinoide (RXREs) a l'ADN. Els altres heterodímers RXR s'uniran a altres diversos elements de resposta a l'ADN. Un cop que l'àcid retinoic s'uneix als receptors i la dimerització s'ha produït, els receptors pateixen un canvi conformacional. Aleshores els coactivadors poden lligar-se al complex del receptor, que pot ajudar a afluixar l'estructura de la cromatina de les histones o poden interaccionar amb la maquinària transcripcional. A partir d'aquí, els receptors poden unir-se als elements de resposta de l'ADN i regular l'expressió dels gens diana, com els de la proteïna CRBP (cellular retinol-binding protein), així com els gens que codifiquen els receptors mateixos.

### Dermatologia
La vitamina A sembla intervenir per mantenir la salut de la pell. S'estan investigant els mecanismes darrere dels agents terapèutics retinoides en el tractament de malalties dermatològiques. Per al tractament de l'acne, el medicament més efectiu és l'àcid 13-cis retinoic (isotretinoína). Encara que el seu mecanisme d'acció segueix sent desconegut, es redueix dràsticament la mida i la secreció de les glàndules sebàcies. La isotretinoína redueix el nombre de bacteris, tant en els conductes com a la superfície de la pell. Es creu que és el resultat de la reducció de sèu, una font de nutrients per als bacteris. La isotretinoína redueix la inflamació a través de la inhibició de les respostes de monòcits i neutròfils. També s'ha demostrat que la isotretinoína activa la remodelació de les glàndules sebàcies, provocant canvis en l'expressió dels gens que indueixen l'apoptosi selectivament. La isotretinoína és un teratogen i el seu ús és limitat a la supervisió mèdica.

### Retinal / retinol en comparació amb l'àcid retinoic
La manca de Vitamina A es pot compensar amb una suplementació d'àcid retinoic. Aquest suplement inverteix el retard en el creixement així com la xeroftalmia (tots dos efectes de la deficiència de vitamina A). Tot i així, sorgeixen problemes com la infertilitat (tant en mascles i femelles) i la degeneració contínua de la retina, que mostren que aquestes funcions requereixen retinal o retinol que no es poden recuperar a partir de l'àcid retinoic.

## Deficiència

### Epidemiologia
S'estima que la deficiència de la vitamina A afecta milions de nens arreu del món. Aproximadament 250,000-500,000 nens en els països en via de desenvolupament es queden cecs cada any a causa de la deficiència de vitamina A, amb la major prevalença al sud-est d'Àsia i Àfrica. Segons l'Organització Mundial de la Salut (OMS), la deficiència de vitamina A està sota control als Estats Units, però en els països en via de desenvolupament la deficiència de vitamina A és una preocupació significativa. Amb l'alta prevalença de deficiència de vitamina A, l'OMS ha posat en marxa diverses iniciatives per a la suplementació de vitamina A en els països en via de desenvolupament. Algunes d'aquestes estratègies inclouen la ingesta de vitamina A través d'una combinació de la lactància materna, la ingesta alimentària, fortificació dels aliments i la suplementació. Gràcies als esforços de l'OMS i els seus associats des del 1998, s'estima que en 40 països s'han evitat 1,25 milions de morts a causa de la deficiència de vitamina A.

### Etiologia
La deficiència de vitamina A pot ser primària o secundària.
La deficiència de vitamina A primària es produeix entre els nens i adults que no ingereixen una quantitat adequada de verdures grogues i verdes, fruites i fetge. El deslletament precoç també pot augmentar el risc de deficiència de vitamina A.
La deficiència de vitamina A secundària s'associa amb malabsorció crònica dels lípids, deteriorament de la producció del bilis, les dietes baixes en greix, i l'exposició crònica als oxidants, com el fum de la cigarreta. La deficiència de zinc també pot perjudicar l'absorció, transport i metabolisme de la vitamina A perquè és essencial per a la síntesi de la vitamina A, proteïnes de transport i l'oxidació de retinol a la retinal.
En poblacions desnodrides, el baix consum de vitamina A i zinc augmenten el risc de deficiència de vitamina A i donen lloc a diversos esdeveniments fisiològics. Un estudi realitzat a Burkina Faso mostra una reducció important de la morbiditat per malària amb suplements de vitamina A i de zinc en nens petits.

### Manifestacions clíniques
Atès que l'única funció del grup de retinil és l'absorció de llum, una de les manifestacions més primerenca i específica de la deficiència de vitamina A és la vista reduïda - ceguesa nocturna. La deficiència persistent dona lloc a una sèrie de canvis, dels quals el més devastador es produeix en els ulls, per exemple, la xeroftàlmia. En primer lloc, és la sequedat de la conjuntiva (xerosi), com l'epiteli normal de secreció lacrimal i el moc se substitueix per un epiteli queratinitzat. Això és seguit per l'acumulació de restes de queratina en les petites plaques opaques i, finalment, l'erosió de la superfície rugosa amb l'ablaniment de la còrnia i la destrucció de la còrnia (queratomalàcia) i la ceguesa total. Altres canvis inclouen una manca de la immunitat, hipoqueratosis (protuberàncies blanques en els fol·licles dels cabells), la queratosis pilaris i metaplàsia escatosa de l'epiteli de revestiment de les vies respiratòries superiors i de la bufeta urinària a un epiteli queratinitzat. En relació amb l'odontologia, una deficiència de vitamina A porta a la hipoplàsia de l'esmalt.
És especialment important que les dones embarassades i en període de lactancia tinguin quantitats adequades de vitamina A, ja que les deficiències no poden ser compensades per la suplementació postnatal.
| Signe                         | Prevalença per sobre (%) |
| ----------------------------- | ------------------------ |
| Taques de Bitot               | 0,5                      |
| Ceguera nocturna              | 1,0                      |
| Úlceres de la còrnia          | 0,01                     |
| Cicatriu de la còrnia         | 0,05                     |
| Vitamina A en plasma <10ng/dl | 5,0                      |

## Toxicitat
L'eliminació dels excessos de vitamina A és molt difícil, ja que és soluble en greixos de manera que pot causar toxicitat. Això pot provocar nàusees, icterícia, irritabilitat, anorèxia (no confondre amb l'anorèxia nerviosa, el trastorn alimentari), vòmits, visió borrosa, mals de cap, pèrdua de cabell, dolor muscular i abdominal, debilitat, somnolència i alteració de l'estat mental.
La toxicitat aguda en general es produeix a dosis de 25.000 UI / kg de pes corporal, i la toxicitat crònica es produeix a dosis de 4.000 UI / kg de pes corporal al dia durant 6-15 mesos. No obstant això, la toxicitat hepàtica pot passar a nivells tan baixos com 15.000 UI per dia a 1,4 milions d'UI per dia, amb una mitjana diària de dosis tòxiques de 120.000 UI per dia. En les persones amb insuficiència renal, 4.000 UI poden causar danys considerables. A més, el consum excessiu d'alcohol pot augmentar la toxicitat. Els nens poden arribar a nivells tòxics en 1500IU/kg de pes corporal.
S'estima que el 75% de les persones en els països desenvolupats ingereix més de la dosi diària recomanada de vitamina A. La ingesta de dues vegades la dosi diària recomanada de vitamina A pot estar associada amb l'osteoporosi i les fractures de maluc. Això pot ser degut al fet que un excés de vitamina A pot bloquejar l'expressió de certes proteïnes que depenen de la vitamina K.
S'ha associat l'alta ingesta de vitamina A amb fractures espontànies d'ossos en els animals. Les vitamines A i D poden competir pel mateix receptor i després interaccionar amb l'hormona paratiroidal que regula el calci. De fet, un estudi realitzat per Forsman mostra una correlació entre la baixa densitat mineral òssia i la massa ingesta de vitamina A. S'ha demostrat que els efectes tòxics de la vitamina A afecten de manera significativa el desenvolupament dels fetus. La dosis terapèutica utilitzada per al tractament de l'acne interromp l'activitat cefàlica de les cèl·lules neuronals. El fetus és especialment sensible a la toxicitat de la vitamina A durant el període d'organogènesi.
Aquestes toxicitats es produeixen amb només vitamina A preformada (com la de fetge). Les formes carotenoides (com beta-carotè que es troba en la pastanaga) no donen aquests símptomes. Tot i un ingesta excessiva de carotens pot provocar carotenodermia, que causa descoloració de la pell.
S'ha aconseguit crear formes solubles en aigua de la vitamina A, amb la qual es creia que es podria reduir el potencial de toxicitat. No obstant això, un estudi del 2003 va trobar que la vitamina hidrosoluble A és aproximadament 10 vegades més tòxica que la vitamina liposoluble. Un altre estudi del 2006 va trobar que els nens als quals se'ls donava vitamines A i D hidrosolubles, patien d'asma dues vegades més que un grup de control al qual se li donava vitamines liposolubles.
Dosis molt excessives de vitamina A poden produir la síndrome del pseudotumor cerebral. Aquesta síndrome inclou mal de cap, visió borrosa i confusió. S'associa amb augment de la pressió intracranial.